# 319 (tal)
319 är det naturliga talet som följer 318 och som följs av 320.

## Inom vetenskapen
- 319 Leona, en asteroid.

## Inom matematiken
- 319 är ett udda tal
- 319 är ett sammansatt tal
- 319 är ett defekt tal